# Janusz Gałązka
Janusz Gałązka (Mińsk Mazowiecki, 26 de abril de 1987) es un jugador profesional de voleibol polaco, juego de posición central. Desde la temporada 2019/2020, el juega en el equipo BKS Visła Bydgoszcz.

## Palmarés

### Clubes
Challenge Cup:
- 2012